# 2. česká národní hokejová liga 1991/1992
2. česká národní hokejová liga 1991/1992 byla 15. ročníkem jedné ze skupin československé třetí nejvyšší hokejové soutěže, druhou nejvyšší samostatnou v rámci České republiky.

## Systém soutěže
32 týmů bylo rozděleno do čtyř osmičlenných regionálních skupin. Ve skupinách se všech 8 klubů utkalo čtyřkolově každý s každým (celkem 28 kol). První dva týmy z každé skupiny postupovaly do dvou čtyřčlenných semifinálových skupin. Semifinálovou skupinu A tvořily kluby ze skupiny A a B. Semifinálovou skupinu B tvořily kluby ze skupiny C a D. V semifinálové skupině se všechny 4 týmy utkaly dvoukolově každý s každým (celkem 6 kol). Vítězové obou semifinálových skupin se utkaly ve finále na dva zápasy. Oba finalisté postoupily do dalšího ročníku 1. ČNHL.
Týmy na posledních místech každé skupiny sestoupily do krajských přeborů.

## Základní část

### Skupina A
| Poř. | Tým                      | Z  | V  | R | P  | VB  | OB  | B  |
| ---- | ------------------------ | -- | -- | - | -- | --- | --- | -- |
| 1.   | TJ Slavia Karlovy Vary   | 28 | 20 | 4 | 4  | 156 | 77  | 44 |
| 2.   | TJ VTŽ Chomutov          | 28 | 16 | 2 | 10 | 160 | 128 | 34 |
| 3.   | TJ Slovan Ústí nad Labem | 28 | 14 | 5 | 9  | 131 | 100 | 33 |
| 4.   | TJ Baník Most            | 28 | 12 | 2 | 14 | 119 | 120 | 26 |
| 5.   | HC Slovan Louny          | 28 | 10 | 4 | 14 | 113 | 152 | 24 |
| 6.   | VTJ Mělník               | 28 | 10 | 3 | 15 | 126 | 130 | 23 |
| 7.   | HC ČKD Slaný             | 28 | 9  | 4 | 15 | 102 | 136 | 22 |
| 8.   | TJ DNT Kadaň             | 28 | 8  | 2 | 18 | 114 | 178 | 18 |

### Skupina B
| Poř. | Tým                         | Z  | V  | R | P  | VB  | OB  | B  |
| ---- | --------------------------- | -- | -- | - | -- | --- | --- | -- |
| 1.   | HC Vajgar Jindřichův Hradec | 28 | 23 | 3 | 2  | 171 | 62  | 49 |
| 2.   | TJ Lokomotiva Beroun        | 28 | 20 | 1 | 7  | 154 | 108 | 41 |
| 3.   | HC Konstruktiva Praha       | 28 | 13 | 6 | 9  | 140 | 104 | 32 |
| 4.   | VTJ Baník Příbram           | 28 | 14 | 3 | 11 | 136 | 115 | 31 |
| 5.   | TJ VS Tábor                 | 28 | 14 | 2 | 12 | 132 | 117 | 30 |
| 6.   | TJ Škoda Rokycany           | 28 | 8  | 3 | 17 | 125 | 153 | 19 |
| 7.   | VTJ Klatovy                 | 28 | 7  | 1 | 20 | 90  | 137 | 15 |
| 8.   | TJ Bohemians Praha          | 28 | 3  | 1 | 24 | 70  | 222 | 7  |

### Skupina C
| Poř. | Tým                          | Z  | V  | R | P  | VB  | OB  | B  |
| ---- | ---------------------------- | -- | -- | - | -- | --- | --- | -- |
| 1.   | BK VTJ Havlíčkův Brod        | 28 | 20 | 1 | 7  | 159 | 93  | 41 |
| 2.   | TJ Žďas Žďár nad Sázavou     | 28 | 17 | 2 | 9  | 139 | 118 | 36 |
| 3.   | VTJ Transporta Chrudim       | 28 | 13 | 4 | 11 | 118 | 111 | 30 |
| 4.   | TJ Stadion Liberec           | 28 | 13 | 2 | 13 | 120 | 115 | 28 |
| 5.   | TJ Karbo Benátky nad Jizerou | 28 | 12 | 4 | 12 | 115 | 126 | 28 |
| 6.   | TJ SC Kolín                  | 28 | 10 | 2 | 16 | 114 | 117 | 22 |
| 7.   | TJ DP I. ČLTK Praha          | 28 | 9  | 2 | 17 | 90  | 114 | 20 |
| 8.   | TJ Náchod                    | 28 | 8  | 3 | 17 | 91  | 152 | 19 |

### Skupina D
| Poř. | Tým                           | Z  | V  | R | P  | VB  | OB  | B  |
| ---- | ----------------------------- | -- | -- | - | -- | --- | --- | -- |
| 1.   | TJ AZ Havířov                 | 28 | 24 | 2 | 2  | 183 | 58  | 50 |
| 2.   | TJ Lokomotiva Meochema Přerov | 28 | 17 | 2 | 9  | 114 | 95  | 36 |
| 3.   | VTJ VVŠ PV Vyškov             | 28 | 11 | 5 | 12 | 115 | 109 | 27 |
| 4.   | SK Horácká Slavia Třebíč      | 28 | 12 | 3 | 13 | 118 | 118 | 27 |
| 5.   | TJ Slezan Frýdek-Místek       | 28 | 8  | 7 | 13 | 94  | 134 | 23 |
| 6.   | TJ Prostějov                  | 28 | 9  | 4 | 15 | 96  | 125 | 22 |
| 7.   | HC Strojsvit Krnov            | 28 | 8  | 5 | 15 | 93  | 137 | 21 |
| 8.   | HC Tatra Kopřivnice           | 28 | 8  | 2 | 18 | 87  | 124 | 18 |

Týmy TJ DNT Kadaň, TJ Bohemians Praha, TJ Náchod a HC Tatra Kopřivnice sestoupily do krajských přeborů. Nahradily je kluby, jež uspěly v kvalifikaci TJ Slavoj Velké Popovice, TJ Botana Skuteč, TJ Bižuterie Jablonec nad Nisou a SK Jihlava.

## Semifinálové skupiny

### Semifinálová skupina A
| Poř. | Tým                         | Z | V | R | P | VB | OB | B  |
| ---- | --------------------------- | - | - | - | - | -- | -- | -- |
| 1.   | HC Vajgar Jindřichův Hradec | 6 | 4 | 2 | 0 | 28 | 14 | 10 |
| 2.   | TJ Slavia Karlovy Vary      | 6 | 3 | 1 | 2 | 31 | 21 | 7  |
| 3.   | TJ VTŽ Chomutov             | 6 | 3 | 1 | 2 | 28 | 20 | 7  |
| 4.   | TJ Lokomotiva Beroun        | 6 | 0 | 0 | 6 | 14 | 46 | 0  |

### Semifinálová skupina B
| Poř. | Tým                           | Z | V | R | P | VB | OB | B  |
| ---- | ----------------------------- | - | - | - | - | -- | -- | -- |
| 1.   | TJ AZ Havířov                 | 6 | 5 | 0 | 1 | 34 | 13 | 10 |
| 2.   | BK VTJ Havlíčkův Brod         | 6 | 3 | 0 | 3 | 21 | 22 | 6  |
| 3.   | TJ Lokomotiva Meochema Přerov | 6 | 2 | 0 | 4 | 21 | 31 | 4  |
| 4.   | TJ Žďas Žďár nad Sázavou      | 6 | 2 | 0 | 4 | 16 | 26 | 4  |

## Finále
Ve finále zvítězil tým TJ AZ Havířov.
- HC Vajgar Jindřichův Hradec - TJ AZ Havířov 5:4
- TJ AZ Havířov - HC Vajgar Jindřichův Hradec 3:1

Týmy TJ AZ Havířov a HC Vajgar Jindřichův Hradec postoupily do dalšího ročníku 1. ČNHL. Nahradily je sestupující týmy VTJ Jitex Písek a TJ ZVVZ Milevsko.